# Ost-Amabi-Oefeto
Ost-Amabi-Oefeto (indonesisch Amabi Oefeto Timur) ist ein indonesischer Distrikt (Kecamatan) im Westen der Insel Timor.

## Geographie
| „Dorf“ (Desa) | Verwaltungssitz | Fläche    | Einwohner | Bevölkerungs- dichte |
| ------------- | --------------- | --------- | --------- | -------------------- |
| Pathau        | Oekeru          | 27,64 km² | 1570      | 57                   |
| Muke          | Muke            | 29,34 km² | 1583      | 54                   |
| Oemolo        | Aeka            | 63,39 km² | 1369      | 22                   |
| Oemofa        | Oemofa          | 7,45 km²  | 2357      | 316                  |
| Seki          | Kenam           | 26,46 km² | 923       | 35                   |
| Nunmafo       | Sufa            | 13,22 km² | 1977      | 150                  |
| Oenunutono    | Oenunutono      | 21,23 km² | 1271      | 60                   |
| Oeniko        | Sonkiko         | 25,24 km² | 948       | 38                   |
| Enolanan      | Oaem            | 6,88 km²  | 1208      | 176                  |
| Oenaunu       | Oefeu           | 15,87 km² | 918       | 58                   |

Der Distrikt befindet sich im Südosten des Regierungsbezirks Kupang der Provinz Ost-Nusa-Tenggara (Nusa Tenggara Timur). Nördlich liegt der Distrikt Fatuleu, westlich Amabi Oefeto und südlich Ostamarasi (Amarasi Timur). Im Osten befindet sich der Regierungsbezirk Südzentraltimor (Timor Tengah Selatan) mit seinem Distrikt Süd-Amanuban (Amanuban Selatan).
Ost-Amabi-Oefeto hat eine Fläche von 236,72 km² und teilt sich in die zehn Desa Pathau,  Muke, Oemolo, Oemofa, Seki, Nunmafo, Oenunutono, Oeniko, Enolanan und Oenaunu. Der Verwaltungssitz befindet sich in Oemofa. Das Territorium liegt in einer Meereshöhe zwischen etwa 250 m und 450 m liegen. Das tropische Klima teilt sich, wie sonst auch auf Timor, in eine Regen- und eine Trockenzeit. Der Distrikt besteht aus Bergen und Grasland mit Palmen und anderen Bäumen.

## Einwohner
2017 lebten in Ost-Amabi-Oefeto 14.124 Einwohner. 7277 waren Männer, 6847 Frauen. Die Bevölkerungsdichte lag bei 60 Personen pro Quadratkilometer. 834 Personen bekannten sich zum katholischen Glauben, 13.617 waren Protestanten und 19 Personen muslimischen Glaubens. Im Distrikt gab es fünf katholische und 39 protestantische Kirchen.

## Wirtschaft, Infrastruktur und Verkehr
Die meisten Einwohner des Distrikts leben von der Landwirtschaft. Als Haustiere werden Rinder (2985), Pferde (35), Büffel (zwei), Schweine (4304), Ziegen (1557), Hühner (6310) und Enten (229) gehalten. Auf 1150 Hektar wird Mais angebaut, auf 16,7 Hektar Reis, auf 350 Hektar Maniok und auf 2,0 Hektar Erdnüsse. Außerdem erntet man Bananen, Kokosnüsse, Kapok, Lichtnüsse, Arecanüsse, Cashewnüsse, Muskatnüsse und Tabak.
In Ost-Amabi-Oefeto gibt es 22 Kindergärten, 19 Grundschulen, elf Mittelschulen und fünf weiterführende Schule. Zur medizinischen Versorgung stehen ein kommunales Gesundheitszentrum (Puskesmas) in Oenuntono und neun medizinische Versorgungszentren (Puskesmas Pembantu) zur Verfügung. 16 Ärzte und neun Hebammen arbeiten im Distrikt.
26 Kilometer Straßen sind asphaltiert. Mit Kies sind 136,5 Kilometer Straßen bedeckt. Einfache Lehmpisten im Distrikt haben eine Länge von 589 Kilometer. Der öffentliche Verkehr wird betrieben durch 57 Pick-Ups, 15 Lastwagen, einen Bus und 78 Motorrädern.